# Tiberi Semproni Grac (cònsol 177 aC)
Tiberi Semproni Grac (en llatí Tiberius Sempronius P. F. TIB. N. Gracchus), va ser un magistrat romà, i el pare dels Gracs. Va néixer vers el 210 aC. La data de la seva mort es desconeix. Formava part de la gens Semprònia, i era de la família dels Grac, d'origen plebeu.

## Guerra Romano-Síria
L'any 190 aC va acompanyar al cònsol Luci Corneli Escipió a Grècia i es va destacar en el camp de batalla entre tots els joves romans. Escipió el va enviar des d'Amfissa a Pel·la per sondejar a Filip V de Macedònia de la seva disposició envers els romans i obtenir lliure pas pel Regne de Macedònia en la guerra contra Antíoc III el Gran.

## Un temps de pau
El 187 aC va ser tribú de la plebs i encara que hostil a Publi Corneli Escipió Africà el vell el va defensar contra els atacs d'altres tribuns: Això li va reportar la mà de Cornèlia, la filla petita d'Escipió amb la que segons Plutarc no es va casar fins després de la mort del seu pare. Cap a final d'any, quan Marc Fulvi Nobílior I va demanar els honors del triomf, Grac li va donar suport contra l'opinió d'altres tribuns. El 183 aC va ser un dels Triumviri coloniae deducendae que va conduir la colònia romana de Satúrnia. Després va ser edil curul, càrrec en el qual va gastar molts diners en els jocs públics.

## Pretor d'Hispània Citerior
El 181 aC va ser pretor i va rebre Hispània Citerior com a província, on va succeir a Quint Fulvi Flac. A Hispània va fer un inesperat atac a Munda, ciutat que va sotmetre i va rebre ostatges en garantia, establint allí una guarnició. Va ocupar també algunes fortaleses dels celtibers el país dels quals va assolar i es va acostar a Certima, una de les principals fortaleses, on els seus defensors es van rendir quan es va acostar, pagant un rescat i entregant igualment ostatges. Després va avançar cap a Alce, on tenien el campament els celtibers. Va lliurar diversos combats, va fer retirar als celtibers i va ocupar el campament, però no la ciutat. Suposadament nou mil enemics van morir en les lluites. Grac es va dedicar a assolar el país i en poc temps es van sotmetre 103 ciutats celtiberes, i va fer un enorme botí. La ciutat d'Alce encara resistia i va ser assetjada, fins que es va rendir. Els defensors van ser tractats amb justícia. Un cap celtiber, Thurrus, fins i tot va ingressar a l'exèrcit romà. La ciutat d'Ercavica va obrir les portes a Grac. Els celtibers acostumaven a revoltar-se després de sotmetre's quan els soldats se n'anaven però després de la campanya de Grac es va establir una pau duradora.
Grac va romandre un any més a Hispània; va aixecar el setge de Carabis que havia estat atacada per celtibers no sotmesos, i va derrotar els revoltats prop de Complega. Les seves mesures polítiques també foren beneficioses pel domini romà de la província. Va refundar la ciutat d'Illiturgis i la ciutat d'Ilurcis va ser reanomenada Graccurris o Gracchuris.

## Retorn a Roma i estada a Sardenya
El 178 aC va tornar a Roma i va celebrar un esplèndid triomf i va ser elegit cònsol per l'any 177 aC junt amb Gai Claudi Pulcre I. Va obtenir Sardenya com a província i va fer la guerra contra els sards revoltats als que va derrotar; va restar l'hivern als quarters i a la primavera següent va fer noves operacions fins a aconseguir la submissió dels rebels que van entregar ostatges. Va tornar a Roma el 176 aC i va demanar el triomf, però el senat no li va concedir, però sí un agraïment i se li va ordenar restar a Sardenya com a procònsol un any més. Al final del 175 aC va tornar a Roma i finalment va obtenir el triomf i va vendre públicament a nombrosos captius que va portar de l'illa i es venien per tan poc que van donar origen al proverbi Sardi venales. Va dedicar una tauleta al temple de Mater Matuta en record de la submissió de Sardenya.

## Censor a Roma i ambaixador a Àsia
El 169 aC va ser censor amb Gai Claudi Pulcre. La seva censura va ser considerada molt severa i diverses persones es van eliminar del senat i bastants equites van perdre els seus cavalls. Els tribuns de la plebs van acusar els dos censors però els van absoldre dels càrrecs presentats. Grac va actuar amb magnanimitat amb el seu col·lega que era força impopular (mentre ell era molt popular) i va lligar la seva sort a la de Pulcre. Va comprar la casa de Publi Corneli Escipió Africà i algunes d'adjacents i va construir una basílica coneguda després com a Basílica Semprònia. L'acte principal de la seva censura va ser la inclusió dels lliberts en alguna de les tribus urbanes. L'any 164 aC va anar com a ambaixador a Àsia per inspeccionar la situació dels aliats romans. En aquest viatge es va dirigir als rodis en grec en un discurs que encara es conservava anys després.

## Segon consolat
El 163 aC va ser elegit cònsol per segona vegada; en aquest consolat va tenir una actuació més política amb diverses ambaixades encarregades pel senat i alguns actes de mediació entre prínceps aliats.

## Matrimoni i descendència
Va deixar del seu enllaç amb Cornèlia Escipiona Menor, dotze fills, dels que nou van morir infants o molt joves. Els que van sobreviure van ser els famosos germans Gracs, Tiberi Semproni Grac, i Gai Semproni Grac, i una filla, de nom Cornèlia Semprònia que es va casar amb Publi Corneli Escipió Emilià Africà el Jove.